# Marsa Ben M'Hidi
Marsa Ben M'Hidi là một đô thị thuộc tỉnh Tlemcen, Algérie. Dân số thời điểm năm 2002 là 5.554 người.